# Эверсмания Бочанцева
Эверсма́ния Боча́нцева (лат. Eversmannia botschantzevii) — вид двудольных растений рода Эверсмания (Eversmannia) семейства Бобовые (Fabaceae). Впервые описан учёной-ботаником С. А. Саркисовой в 1981 году.

## Распространение и среда обитания
Эндемик Кашкадарьинской области Узбекистана, известный с одного из хребтов в окрестностях кишлака Курганташ.
Растёт на краснопесчанниках.

## Ботаническое описание
Покрытый колючками многолетний кустарник высотой 60—70 см. Ветви опушённые.
Листья опушённые, с выемчатой верхушкой.
Цветки с фиолетовым венчиком.
Плод — голый боб длиной 3—5 см.
Размножается семенами. Цветёт в мае и июне, плодоносит в июле.

## Охранный статус
Занесён в Красную книгу Узбекистана. Одной из угроз виду является выпас скота. Численность популяции растения неизвестна, охранных мер на его ареале не проводится.